# Europamesterskaberne i amatørboksning 1939
Europamesterskaberne i amatørboksning 1939 blev afviklet den 18. til den 22. april 1939 i Dublin. Det var sjette gang, der blev afholdt EM for amatørboksere. Turneringen blev arrangeret af den europæiske amatørbokseorganisation EABA. Der deltog 71 boksere fra 12 lande.
Ingen danskere deltog.

## Medaljevindere
| Event                 | Guld                      | Sølv                        | Bronze                   |
| --------------------- | ------------------------- | --------------------------- | ------------------------ |
| Fluevægt (– 51 kg)    | James Ingle Irland        | Nikolaus Obermauer Tyskland | Guido Nardecchia Italien |
| Bantamvægt (– 54 kg)  | Ulderico Sergo Italien    | Miksa Bondi Ungarn          | Erich Wilke Tyskland     |
| Fjervægt (– 58 kg)    | Patrick Dowdall Irland    | Antoni Czortek Polen        | Lambert Genot Belgien    |
| Letvægt (– 62 kg)     | Herbert Nürnberg Tyskland | Harald Kanepi Estland       | Zbigniew Kowalski Polen  |
| Weltervægt (– 67 kg)  | Antoni Kolczyński Polen   | Erik Ågren Sverige          | Charles Evenden Irland   |
| Mellemvægt (– 73 kg)  | Anton Raadik Estland      | Józef Pisarski Polen        | Oscar Ågren Sverige      |
| Letsværvægt (– 80 kg) | Luigi Musina Italien      | Franciszek Szymura Polen    | Lajos Szigeti Ungarn     |
| Sværvægt (+ 80 kg)    | Olle Tandberg Sverige     | Nemesio Lazzari Italien     | Herbert Runge Tyskland   |

## Medaljefordeling
| Placering | Land     | Guld | Sølv | Bronze | Total |
| --------- | -------- | ---- | ---- | ------ | ----- |
| 1         | Italien  | 2    | 1    | 1      | 4     |
| 2         | Irland   | 2    | 0    | 1      | 3     |
| 3         | Polen    | 1    | 3    | 1      | 5     |
| 4         | Tyskland | 1    | 1    | 2      | 4     |
| 5         | Sverige  | 1    | 1    | 1      | 3     |
| 6         | Estland  | 1    | 1    | 0      | 2     |
| 7         | Ungarn   | 0    | 1    | 1      | 2     |
| 8         | Belgien  | 0    | 0    | 1      | 1     |

## Eksterne links
- 6. Europamesterskab i boksning Arkiveret 2. februar 2012 hos  Wayback Machine (engelsk)